# Орден Святого Иоахима
Орден Святого Иоахима (нем. Der St.-Joachims-Orden) — немецкий орден, основанный в XVIII веке, наиболее известный тем, что его звезду адмирал Нельсон носил на мундире во время Битвы при Трафальгаре. 

## История ордена

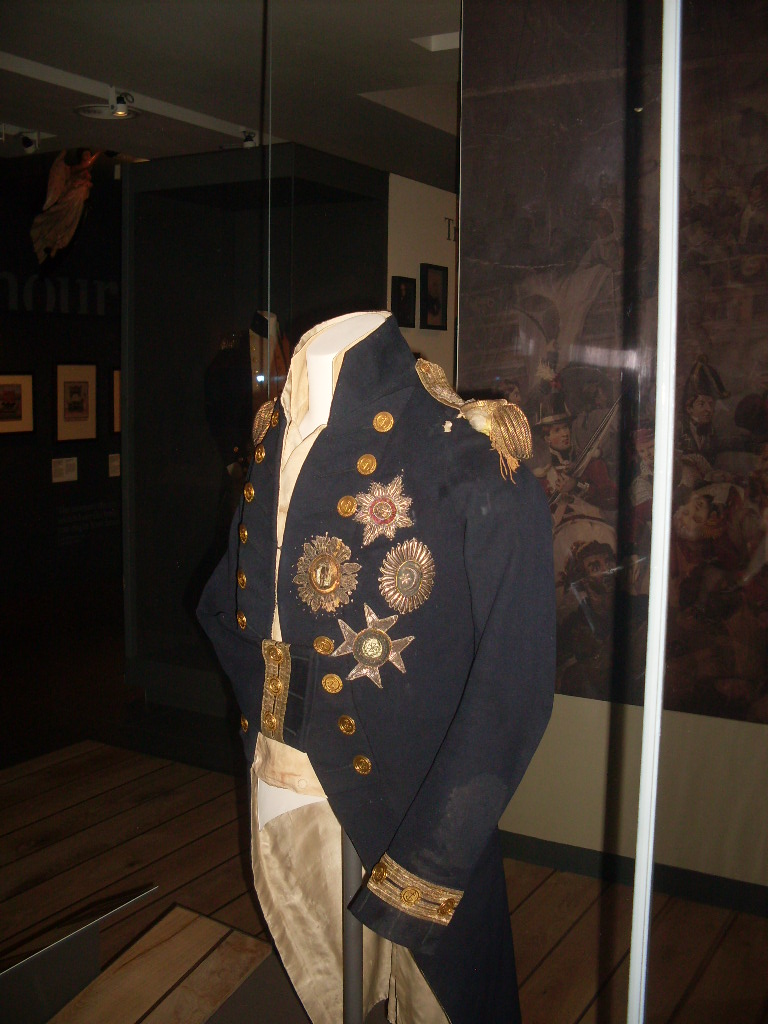
Мундир адмирала Нельсона в британском Национальном морском музее. Звезда ордена святого Иоахима — нижняя из четырёх.

Будущий орден Святого Иоахима был основан под названием «Орден Провидения» в 1755 году генералом австрийской службы принцем Кристианом Францем Саксен-Кобург-Заальфельдским (1730—1797), который был выходцем из владетельной династии одноименного княжества, но не был правителем сам. 
Первоначальными членами ордена, кроме принца, стали ещё 13 аристократов, в том числе генерал прусской службы принц Карл Кристиан Вюртембергский (1716—1792) и австрийский генерал (в дальнейшем — фельдмаршал и президент Гофкригсрата) Фридрих Мориц фон Ностиц-Ринек (1728—1796). 
Легитимность ордена вызывала серьёзные сомнения у современников, так как его основатель не был главой государства, и, согласно общепринятым в то время правилам, не имел право основывать ордена. 
Тем не менее, орден продолжил существовать. После нескольких реорганизаций, в 1785 году он получил название орден Святого Иоахима. В отличие от некоторых других орденов того времени, членами ордена могли становится дворяне как католического, так и протестантского вероисповедания.
Орденским знаком был белый крест мальтийского типа на зелёной ленте. Орденский знак дополняла орденская звезда, которая также имела форму креста, но большего размера. 
Первоначально должность великого магистра (гроссмейстера) ордена являлась не наследственной, а выборной. Новый гроссмейстер выбирался членами ордена из своей среды. После основателя на этой должности сменилось еще несколько человек, включая владетельного графа Лейнингенского, который в 1802 году вручил этот орден Нельсону. Затем великим магистром стал владетельный герцог Эрнст I, суверен Саксен-Кобург-Готы, после чего должность гроссмейстера предположительно стала наследственной, однако, фактически, нет никаких достоверных свидетельств существования ордена после 1820 года.
Последний владетельный герцог Саксен-Кобург-Готы (в составе Германской империи) Карл Эдуард утратил свой престол в 1918 году и скончался в 1954 году, однако неясно, вручал ли он когда-либо эту награду.
В 1929 году в Веймарской республике была зарегистрирована самопровозглашённая общественная организация «Орден Святого Иоахима», претендующая на преемственность от вышеописанного ордена и существующая до настоящего времени.
В англоязычных странах орден Святого Иоахима сравнительно широко известен благодаря тому, что звезда ордена до сих пор прикреплена к мундиру Нельсона, который представлен в постоянной экспозиции британского Национального морского музея, где является одним из наиболее примечательных экспонатов. Это, в сочетании с тем фактом, что в остальном об ордене известно очень мало, послужило основанием для множества конспирологических теорий. Одни авторы предполагали связь ордена с масонами или иллюминатами, другие, напротив, утверждали, что орден был учреждён в Британии неким самозванцем, знакомым Нельсона, и что Нельсону он был вручен бесплатно в «рекламных целях», тогда как другим его вручали за деньги, третьи указывали на предполагаемую связь ордена с Иоахимом Мюратом, и, позднее, с царём Болгарии Фердинандом I (выходцем из Саксен-Кобург-Готской династии), четвёртые безусловно принимали на веру утверждение о связи существующей сегодня общественной организации с исторической наградой.